# Václav Cukr
Václav Cukr (15. října 1913 Praha – 24. října 1989 Palmerston North) byl stíhací pilot 310. československé stíhací perutě RAF. Je nazýván leteckým esem bitvy o Francii. Na Novém Zélandu žil pod jménem Vicky Eric Cooper.

## Život

### Mládí a druhá světová válka
Václav Cukr se vyučil automechanikem. V roce 1934 absolvoval Vojenské letecké učiliště v Prostějově. Po okupaci Československa se dostal přes Polsko do Francie, kde se zapojil do bojů. Ve Francii nalétal 45 operačních hodin a měl na svém kontě 8 vzdušných vítězství. Po kapitulaci Francie byl evakuován do Velké Británie. V srpnu 1940 byl přidělen k nově formované 310. peruti. Účastnil se bitvy o Británii v řadách 43. a 253. perutě RAF. Od května 1941 sloužil jako letecký instruktor a zalétávací pilot. Při testovacím letu 4. července 1943 byl vážně zraněn. Utrpěl 15 zlomenin, ze kterých se zotavoval až do konce války.

### Život po roce 1945
V roce 1946 byl propuštěn z nemocnice. Po návratu do Československa působil jako tajemník Svazu československých letců. Po únorových událostech roku 1948 se dozvěděl, že je na něj připravováno zatčení a odešel do exilu do západního Německa, kde působil ve zpravodajských službách. Dostal za své zásluhy britské státní občanství a odešel na Nový Zéland, kde v roce 1989 zemřel.

## Autor knihy
Vzpomínky na bitvu o Francii Václav Cukr vtělil do knihy S trikolorou Francie na letounu. Publikace byla vydána v roce 1946 v nakladatelství Orbis.

## Pocty a vyznamenání
Václav Cukr byl nositelem řady československých a vysokých zahraničních vyznamenání.

### Vyznamenání
- Řád čestné legie, V. třída (rytíř)
- Československý válečný kříž 1939 (dvojnásobný nositel; poprvé udělen 28.10.1940)
- Československá medaile Za chrabrost před nepřítelem (udělena 25.7.1941)
- Československá vojenská medaile za zásluhy, I. stupeň (udělena 22.11.1944)
- Pamětní medaile československé armády v zahraničí
- Médaille Militaire
- Válečný kříž 1939–1945 s pěti palmami a třemi zlatými hvězdami
- Záslužný letecký kříž (DFC)[10]
- Hvězda 1939–1945 se sponou Battle of Britain
- Evropská hvězda leteckých osádek
- Britská medaile Za obranu
- Válečná medaile 1939–1945